# Francisco Martín Fernández de Posadas
Francisco Martín Fernández de Posadas (Cordova, 25 novembre 1644 – Cordova, 20 settembre 1713) è stato un presbitero domenicano spagnolo, beatificato da papa Pio VII nel 1818.

## Biografia
Vestì l'abito domenicano nel convento di Santa Caterina a Jaén nel 1662 e fu assegnato alla comunità di Scala Coeli di Cordova. Ordinato sacerdote, fu predicatore di missioni popolari nelle regioni della Spagna sud occidentale.
Rifiutò sempre ogni dignità, sia in seno all'ordine che nella Chiesa (rifiutò l'elezione a vescovo di Alghero e di Cordova).
Ebbe fama di doni mistici (estasi e levitazioni).
Lasciò numerosi scritti, tra i quali una popolare biografia di san Domenico e il Trionfo della castità.

## Il culto
Fu proclamato beato da papa Pio VII il 20 settembre 1818.
Il suo elogio si legge nel Martirologio romano al 20 settembre.